# 板井康明
板井 康明 (いたい やすあき、1941年（昭和16年）2月12日 - ）は、日本の農林水産官僚。農林水産省東海農政局長を務めた。

## 経歴
大分県津久見市出身。大分県立津久見高等学校を卒業。
1963年4月に農林省に入省し、1993年7月に東海農政局長に就任した。1995年1月に退官。
退官後は2004年に家畜改良事業団理事長、2005年7月に中央畜産会専務理事といった役職に就いている。